# Bourbaki-csoport
A Bourbaki matematikusok egy csoportjának gyűjtőneve, akik közvetlenül a második világháború előtt kezdték ezen a néven publikálni közösen megbeszélt munkáikat. A csoportot francia matematikusok alakították meg 1934-ben; nevét a porosz–francia háború és a krími háború egyik francia tábornokáról, Charles Denis Bourbakiról kapta. Eleinte a Párizs latin negyedében található Capoulade kávéházban találkoztak, hogy egy megfelelő analízistankönyvet írjanak a francia egyetemek hallgatóságának. Később kinőtték a helyet és székhelyüket áttették a Besse-en-Chandesse nevű kis kempinghelységbe. Itt rendezték első, „Bourbaki” néven tartott kongresszusukat 1935 júliusában. A Bourbaki-csoport időnként kooptál egy-egy matematikust (tagjai nagyrészt franciák), a 40 éven felüliek viszont kiválnak a csoportból. Ezzel elérik, hogy a csoport az idő múlásával sem öregszik meg, és ezzel azt is remélik, hogy tevékenységük sem szűnik meg. Céljuk a mai matematika olyanféle szintézisének létrehozása, amilyen szintézist az ókorban Euklidész művei jelentettek.

## Eredményeik
A halmazelmélet az axiomatikus módszereknek köszönhetően, mint önálló, érdekes és fontos matematikai elmélet is polgárjogot nyert, de igazi diadala a harmincas években velük kezdődött. A csoport a matematika olyan újkori szintézisét, egységes fogalmakkal és módszerekkel rendelkező tudományként való tárgyalását kívánta megvalósítani, ami méltó az Euklidész Elemek című munkájában található gondos, precíz és az ókori fogalmak szerint szinte teljes felépítéséhez.
A csoport törekvése a matematika teljes egységesítésére eredményesnek mondható; a huszadik századra teljesen átalakult a matematika képe, olyannyira, hogy amikor a Bourbaki-matematika szemléletmódja és egyes fogalmai átszivárogtak az egyetemekről a középfokú oktatásba, világszerte „Új matematikáról” beszéltek. De a csoport tagjainak önálló, a különféle struktúrák belső, illetve egymással való összefüggéseit feltáró eredményei is jelentősek.
A Bourbaki-csoport is elismeri, hogy vannak ellentmondások a matematikában, melyről így vélekednek. „Az ellentmondás-mentesség elérendő cél és nem istenadta tulajdonság, amely egyszer s mindenkorra velünk marad. A matematikus mindennapi munkájában nem húzhatunk egyértelmű határvonalat a többé-kevésbé egyértelmű hibák nyomán kezdőknél és szakembereknél egyaránt fellépő ellentmondások és a logikai gondolkodásnak évtizedek, sőt évszázadok óta tápot adó paradoxonok közé.”

### Tagok
Az első tagok:
- Henri Cartan
- André Weil
- Jean Delsarte
- Jean Dieudonné
- Claude Chevalley

Az első konferencia (1935) résztvevői többek közt:
- Henri Cartan
- René de Possel
- Jean Dieudonné
- André Weil
- Claude Chevalley
- Szolem Mandelbrojt

## Bourbaki Könyvek

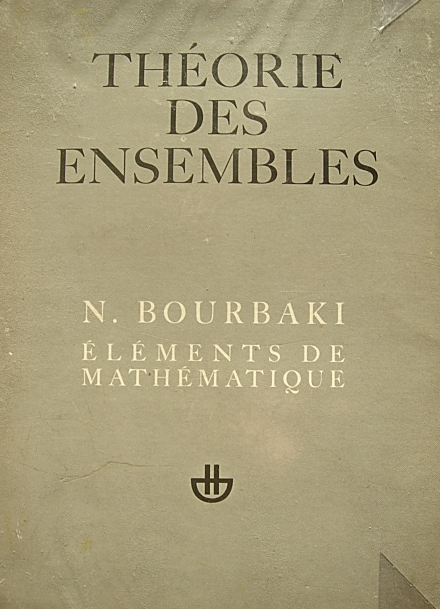
Bourbaki Halmazelmélet könyv borítója

A csoport elkészítette a matematika elemei (Éléments de mathématique) könyvsorozatot, melyben azt tűzték ki célul, hogy bemutassák a modern matematikai elméleteket az alábbiak szerint (a francia eredeti címük is fel van tüntetve):
| I    | Halmazelmélet             | (Théorie des ensembles)           |
| II   | Algebra                   | (Algèbre)                         |
| III  | Általános topológia       | (Topologie générale)              |
| IV   | Valós változós függvények | (Fonctions d'une variable réelle) |
| V    | Topologikus vektorterek   | (Espaces vectoriels topologiques) |
| VI   | Integrálelmélet           | (Intégration)                     |
| és   | későbbi kiadásként        |                                   |
| VII  | Kommutatív algebra        | (Algèbre commutative)             |
| VIII | Lie-csoportok és algebrák | (Groupes et algèbres de Lie)      |
| IX   | Spektrálelmélet           | (Théories spectrales)             |

A könyvek közül több általánosan is elismertté és elfogadottá vált azonban néhány nem ment át a szigorú szakmai rostán. Ők alkalmazták először a Bourbaki veszélyes útkanyarulat jelzést és az injektív, a szürjektív valamint a bijektív szakkifejezések is nekik köszönhetők. Jelölési rendszerükből ismerhettük meg a {\displaystyle \emptyset } jelet a korábbi {\displaystyle \{\}\,} helyett az üres halmaz jelölésére.